# Galéga officinal
Galega officinalis
Espèce
Classification phylogénétique
Le Galéga officinal, Galega officinalis, est une espèce de plantes à fleurs dicotylédones de la famille des Fabaceae, sous-famille des Faboideae, originaire des régions tempérées chaudes de l'Ancien Monde. C'est une plante herbacée vivace, à port dressé, cultivées à diverses fins, ornementale ou médicinale.
Cette espèce, parfois involontairement diffusée par les engins de chantiers est (potentiellement mortellement) toxique pour les ovins, bovins et d'autres animaux.

## Taxinomie
L'espèce Galega officinalis a été décrite en premier par Linné et publiée en 1753 dans son Species plantarum 2: 714.

### Synonymes
Selon The Plant List (30 août 2020) et Plants of the World Online
- Accorombona tricolor (Hook.) Benth. ex Walp.
- Callotropis tricolor (Hook.) G.Don
- Galega bicolor Regel,
- Galega biloba Sweet
- Galega coronilloides Freyn & Sint.
- Galega patula Steven
- Galega persica Pers.
- Galega tricolor Hook.
- Galega vulgaris Lam.
- Tephrosia tricolor (Hook.) Sweet

### Noms vernaculaires
- Galéga, lavanèse, galéga officinal, rue-de-chèvre, herbe-aux-chèvres, lilas d'Espagne, sainfoin d'Espagne, faux indigo ou faux-indigotier, vanèse[4],[5].

### Étymologie
Le nom générique, Galega, dérive du grec ancien  γάλα, γάλακτος (gala, galaktos) (« lait ») et ἄγω, ágô (« pousser ») (ou selon certains auteurs αἴξ, αἰγός, aíx, aigós, « chèvre ») en référence aux vertus galactogènes de la plante.
L'épithète spécifique, officinalis (« officinal ») rappelle l'utilisation de l'espèce comme plante médicinale depuis le Moyen Âge.

## Description

### Appareil végétatif
Galega officinalis est une plante herbacée à port dressé buissonnant, vivace par ses rhizomes et son système racinaire pivotant. Les tiges, glabres, rigides, creuses, souvent très ramifiées, peuvent atteindre de 80 cm à 1,2 m de haut, parfois glabrescentes, avec quelques poils apprimés de 0,1 à 0,4 mm de long chez les sujets jeunes.
Les feuilles alternes, glabres à la face supérieure et faiblement pubescentes à la face inférieure, sont composées imparipennées, longues de  15 à 50 cm sur  4 à 15 cm de large, et comprennent 9 à 17 folioles  allongées, elliptiques ou lancéolées, entières ou dentées, de 25 à 60 mm de long sur 8 à 20 mm de large, au sommet arrondi et acuminé. Elles sont portées par un pétiole faiblement villeux pouvant atteindre 11 cm de long,.

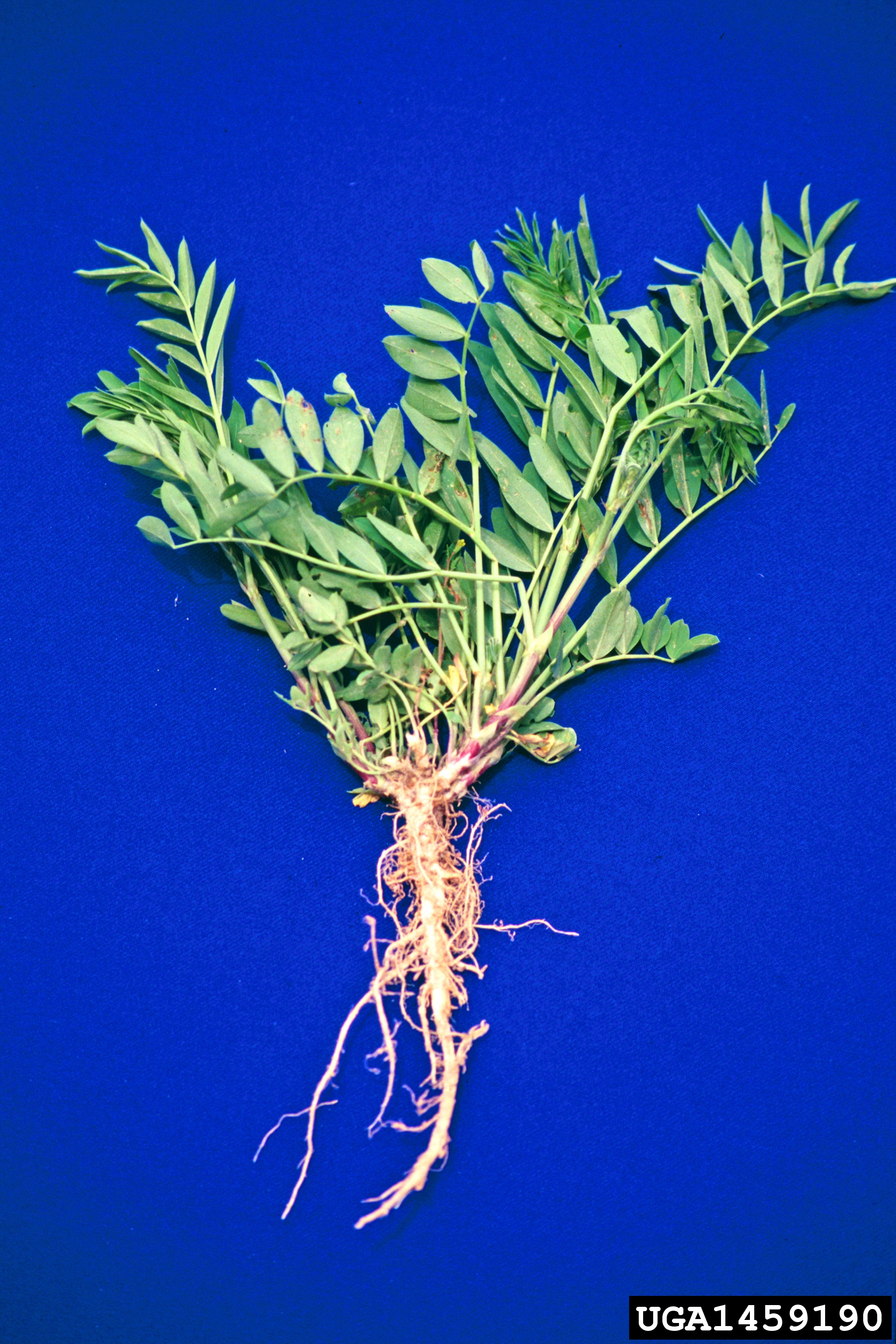
Jeune plante avec système racinaire.
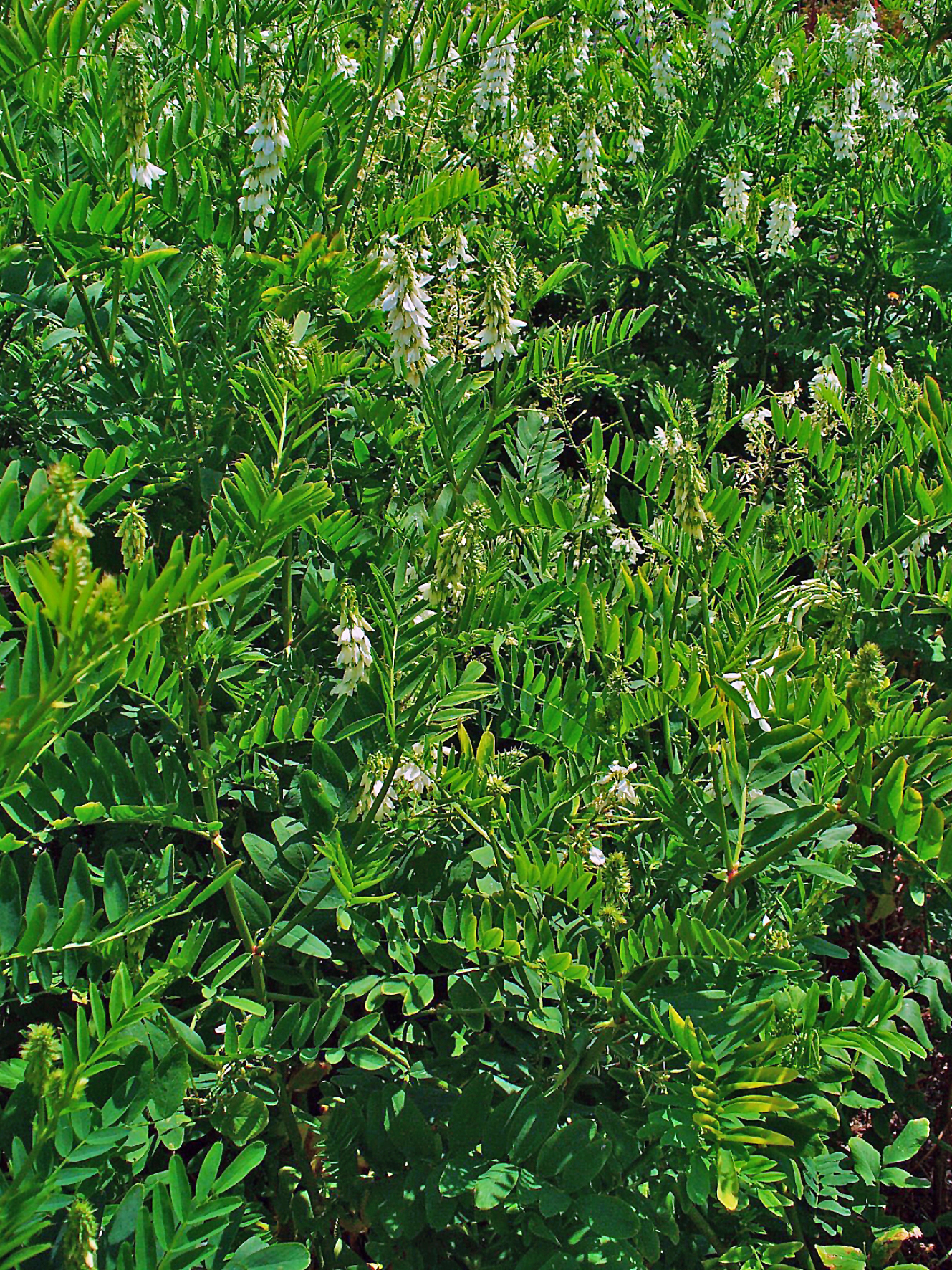
Port de la plante.
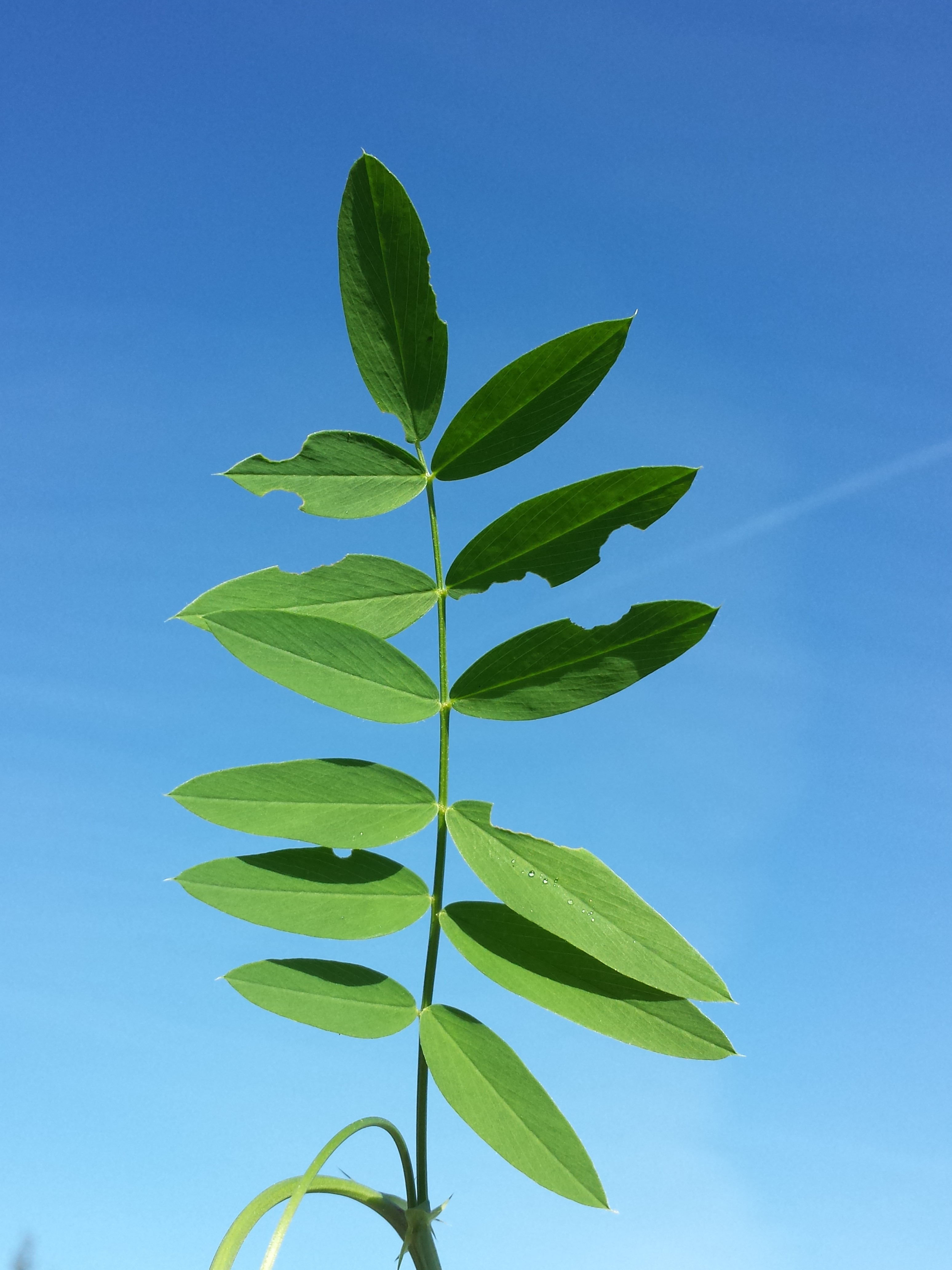
Feuille.
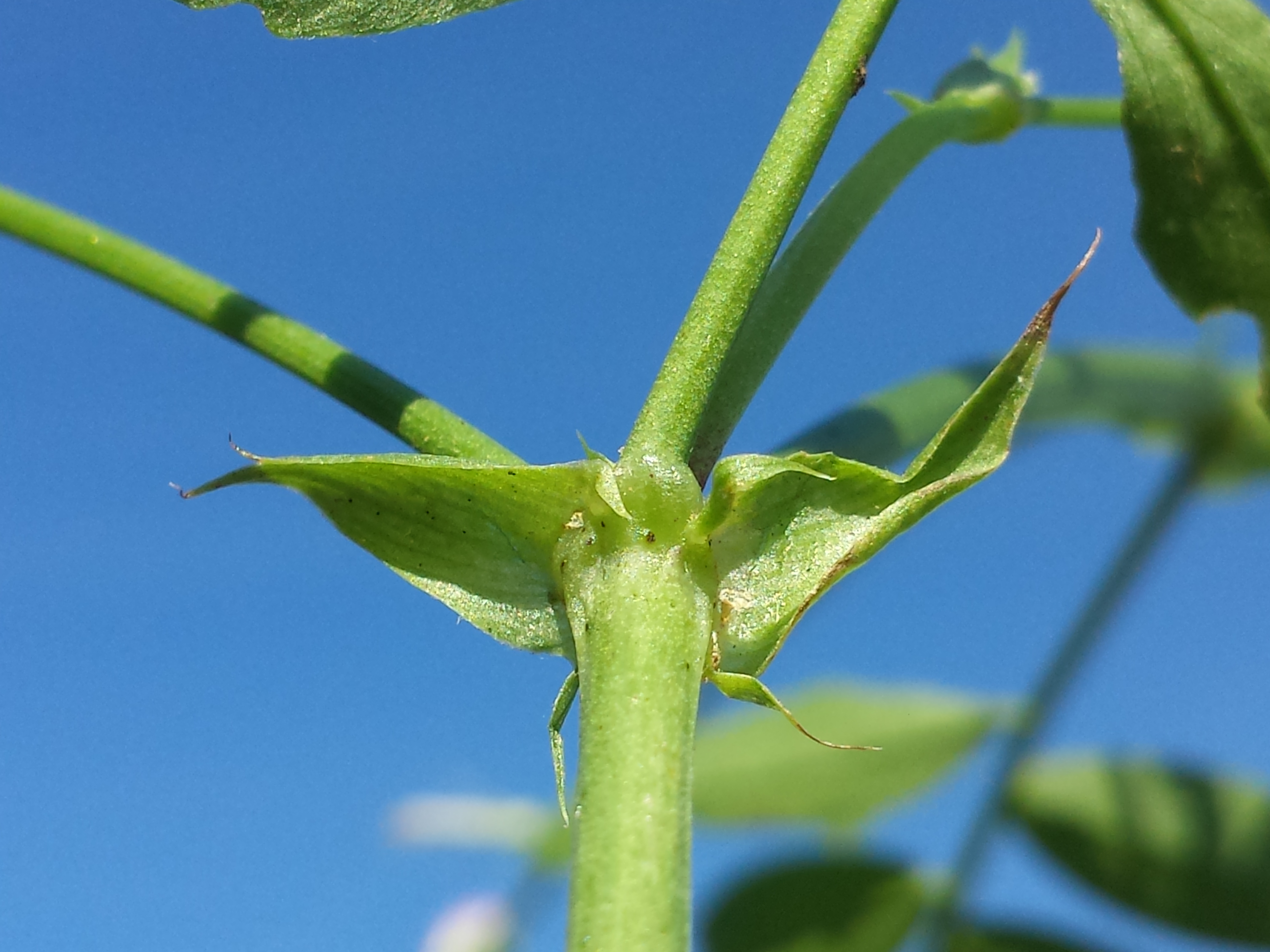
Tiges avec stipules.
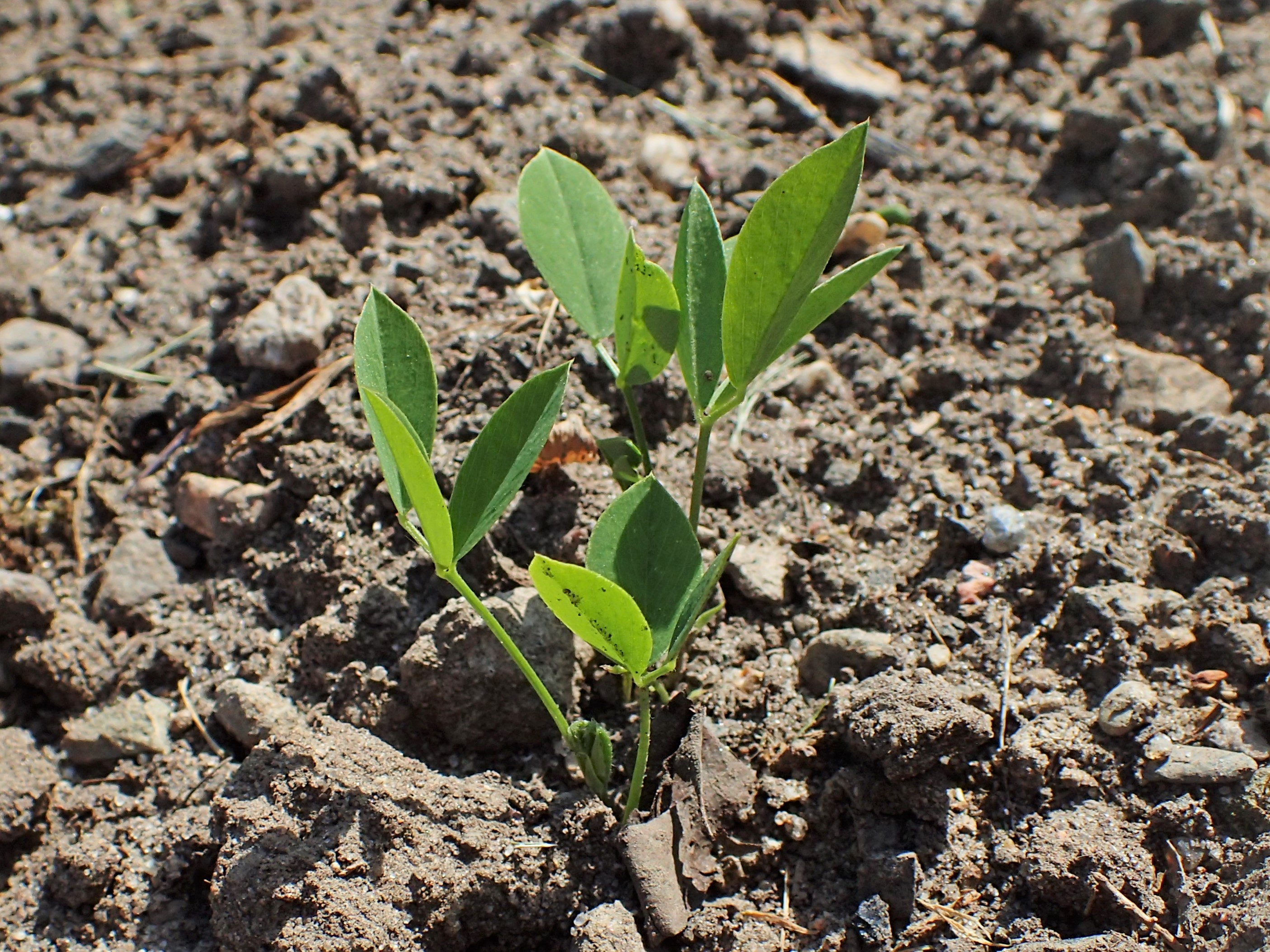
Plantules.

### Appareil reproducteur
L'inflorescence est une grappe (racème) allongée, de 12 à 20 cm de long, axillaire ou terminale, porté par un court pédoncule, regroupant de 10 à 50 fleurs.
Celles-ci, de type papilionacé, présentent un calice de 4 à 5 mm de long, formant un tube court prolongé de cinq dents égales ou plus longues que le tube, une corolle de couleur lilas ou bleuâtre à pourprée, plus  rarement  blanche, formée d'un étendard de 8 à 11 mm de long, légèrement plus long que la carène, deux ailes obovales de 7 à 9,5 mm de long, un peu plus courtes que la carène, et une caréne de 8 à 11,5 mm de long. L’androcée, composé de 10 étamines, est diplostémone et de type subdiadelphe, les étamines sont soudées entre elles par leurs filets sauf une, soudée  seulement  sur  la  moitié  de  sa  longueur. L'ovaire, supère, est monocarpellé et surmonté du style et du stigmate.
La floraison est estivale (juin à septembre dans l'hémisphère nord).
Les  fruits sont des gousses  mesurant  20 à 40 mm de long sur 2 à 3 mm de large, contenant de 2 à 6 graines. A maturité les deux valves formant la gousse s'ouvrent en se vrillant pour libérer les graines. Celles-ci, de couleur brune, jaunâtre ou brun rougeâtre, mesurent environ 4 mm de long sur 3 mm de large,.

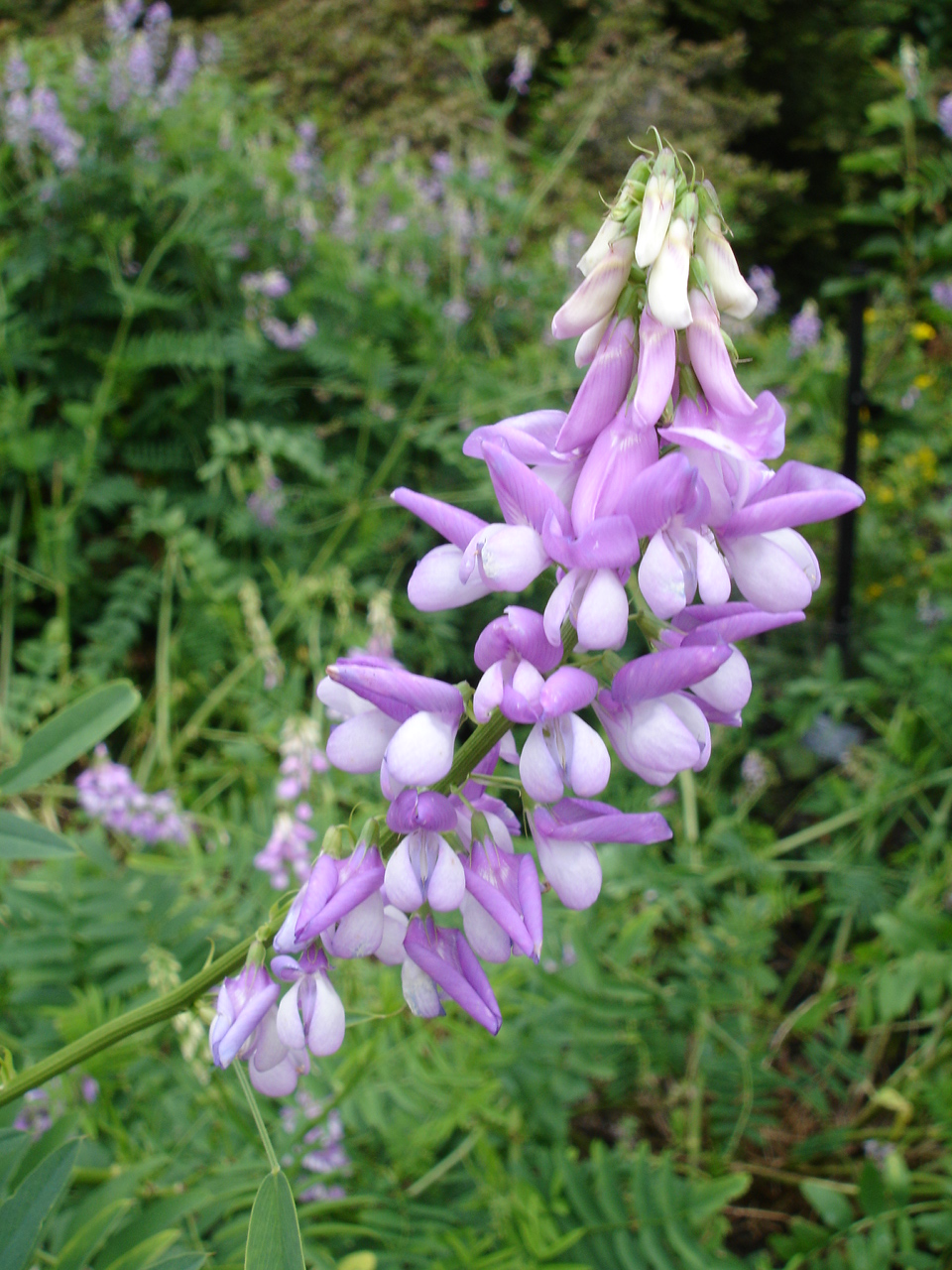
Inflorescence.
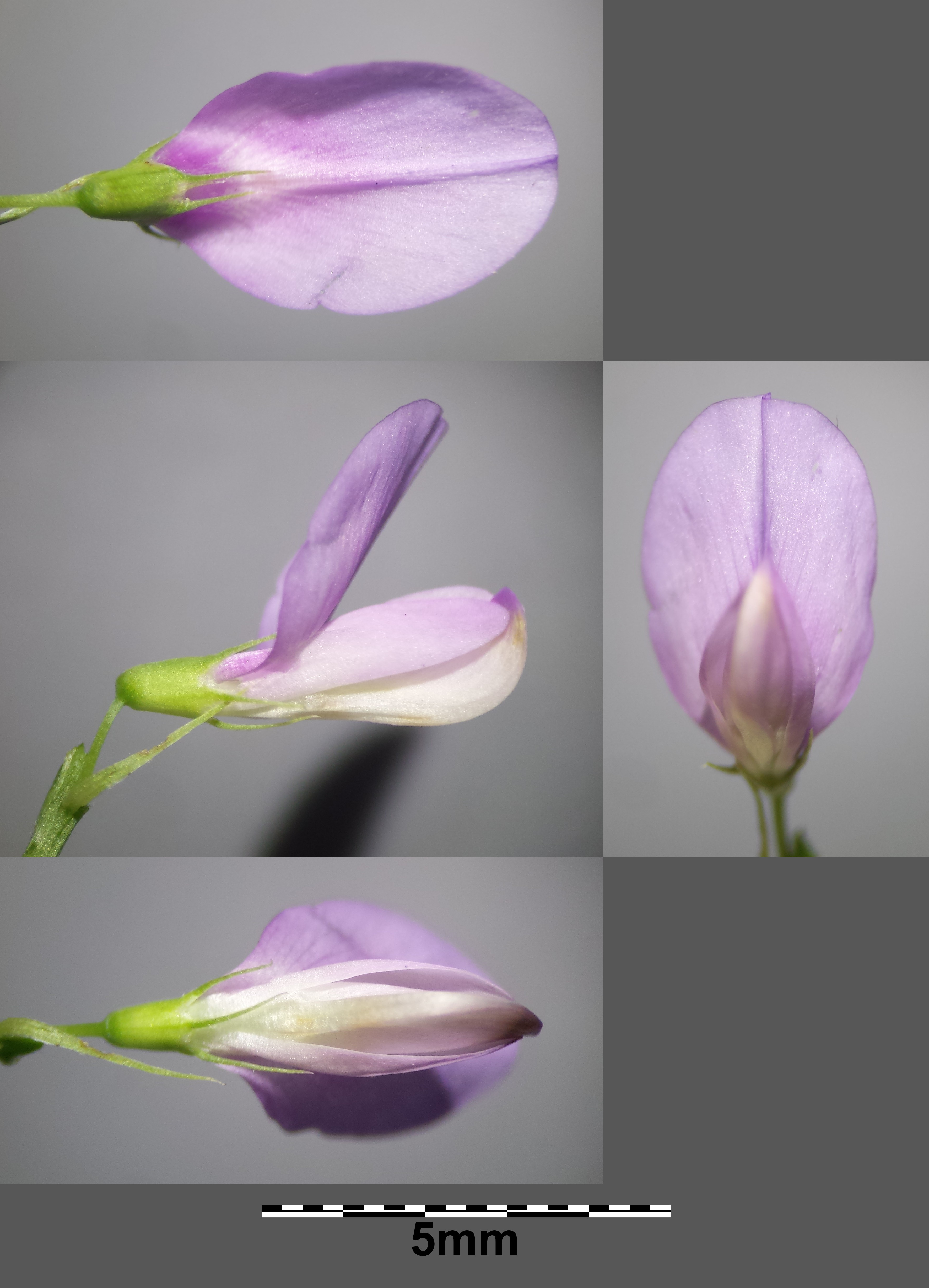
Fleur.
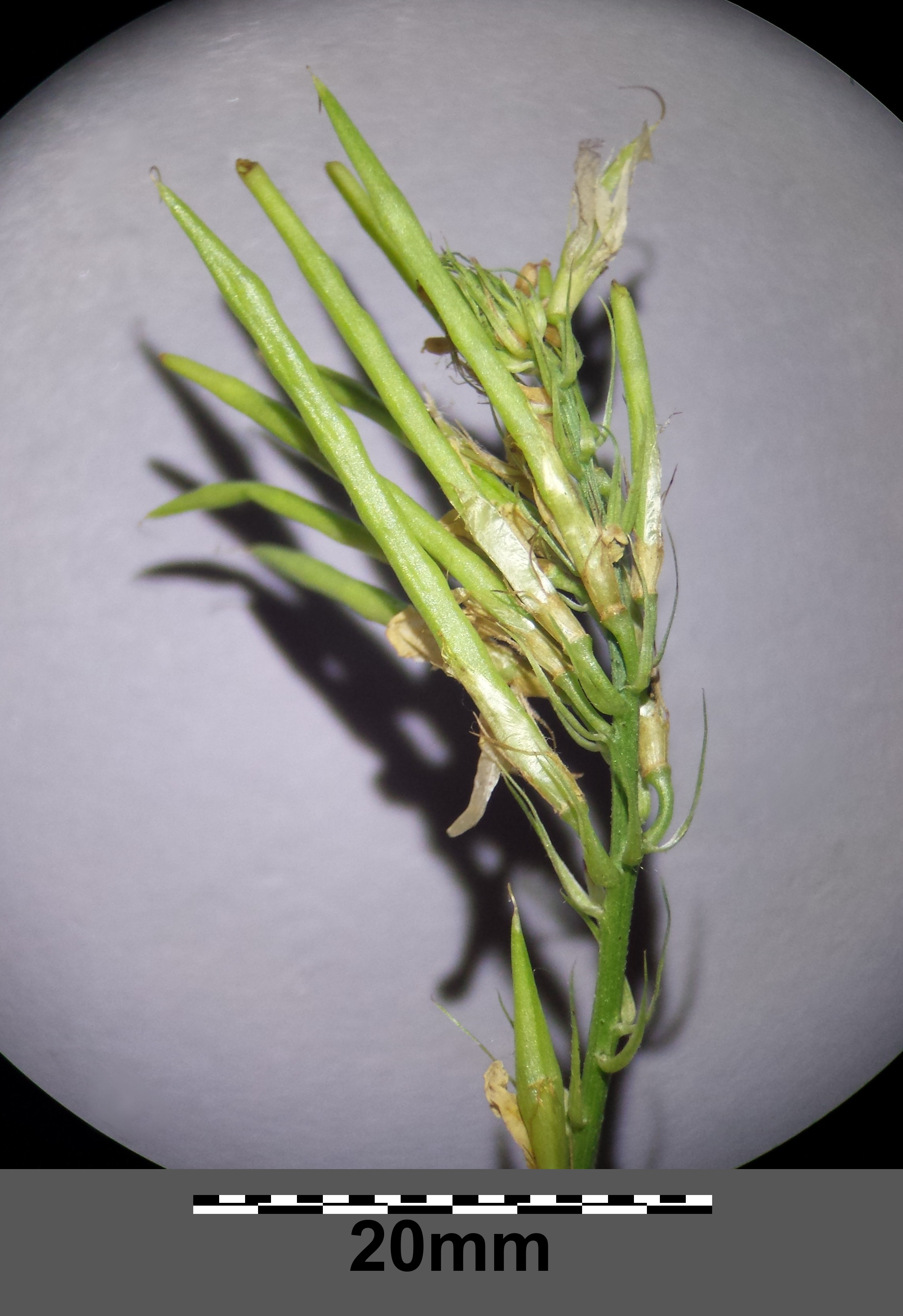
Gousses en formation.
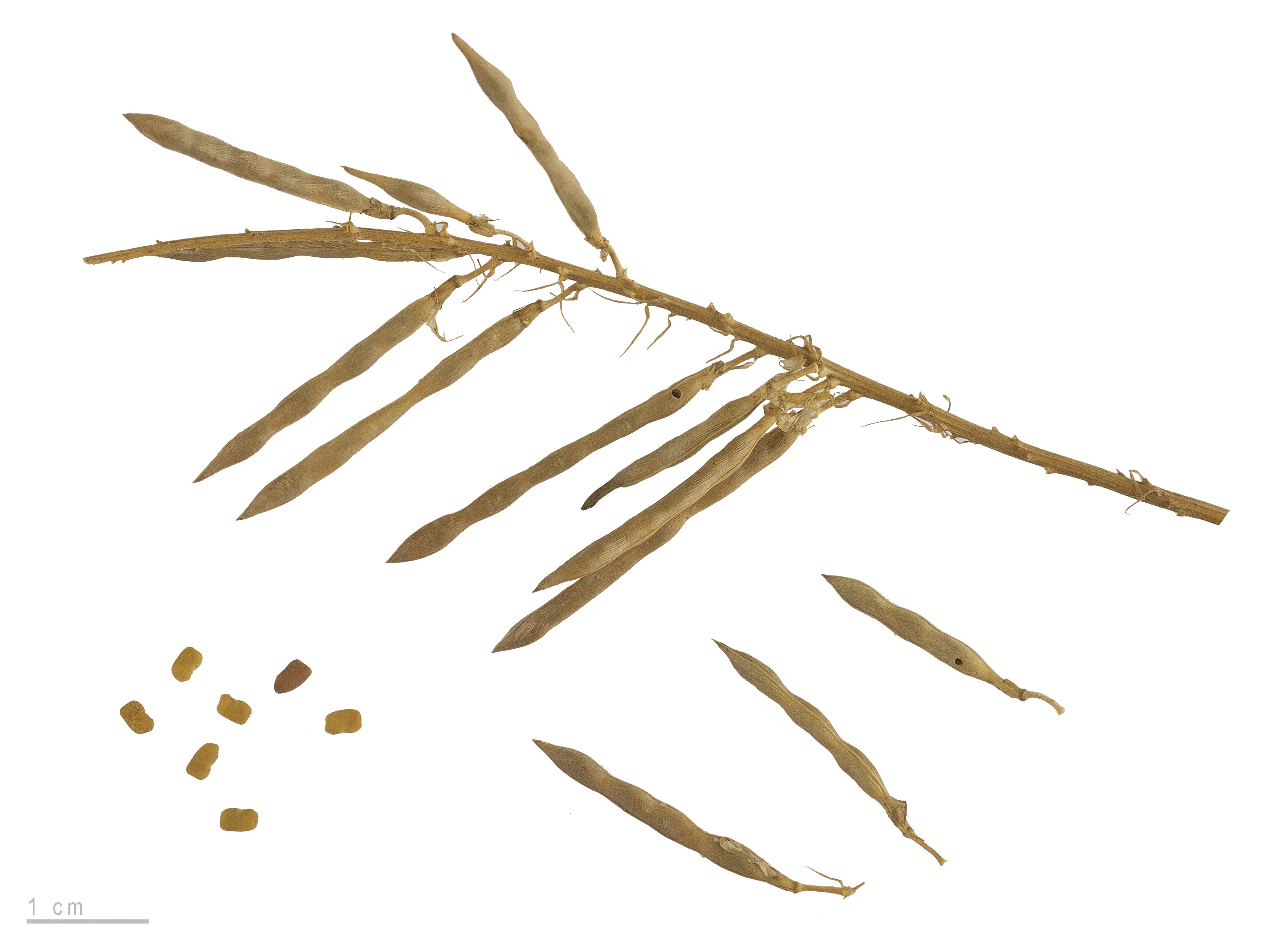
Gousses et graines à maturité.
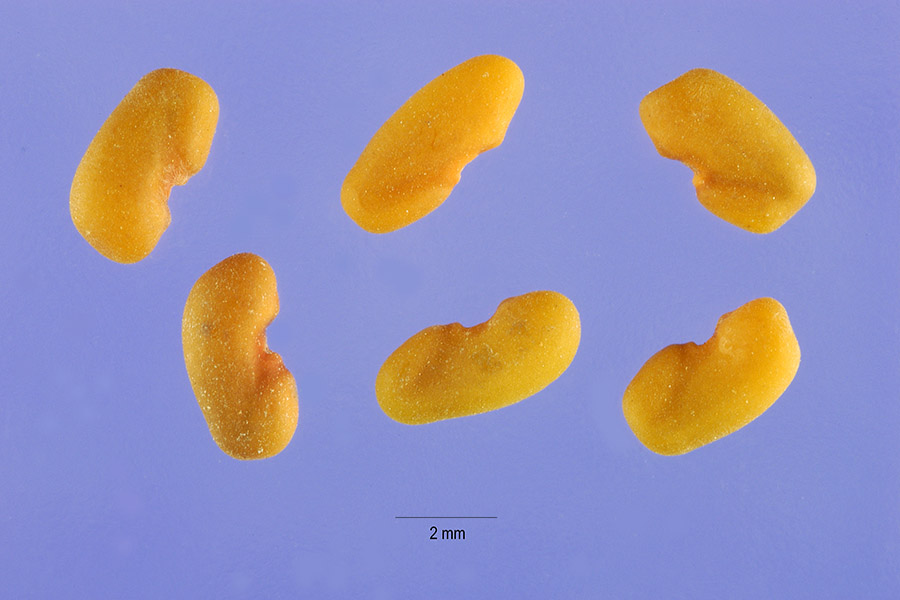
Graines.

### Caryologie
L'espèce est diploïde avec 16 chromosomes (2n = 2x = 16).

## Distribution et habitat
L'aire de répartition originelle de Galega officinalis semble se limiter à des régions tempérés et chaudes d'Europe méridionale, centrale et orientale ainsi qu'en Asie occidentale (Turquie, Pakistan). Selon certains auteurs, ce serait une espèce indigène des steppes du Moyen-Orient qui se serait répandue dans les provinces continentales grâce à son caractère synanthrope. Dispersé en France continentale.

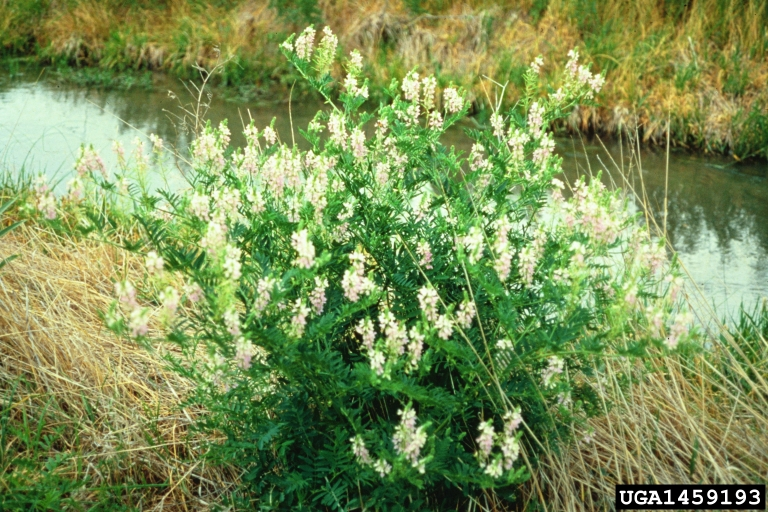
Galega officinalis L. en fleurs sur la rive d'un cours d'eau (Utah, États-Unis).

L'espèce a été introduite aux États-Unis, à Logan dans l'Utah, en 1891 comme plante fourragère potentielle en vue d'essais à la station expérimentale agricole de l'Utah. Vu sa faible productivité comparée à celle de la luzerne, et la faible appétence du bétail pour cette plante, l'essai fut rapidement abandonné. Par la suite, la plante n'a plus été signalée dans l'Utah avant 1909, avant d'être classée comme mauvaise herbe nuisible (noxious weed) en 1974. Les tentatives d'éradication ont échoué.
Outre l'Utah, l'espèce est désormais naturalisée dans plusieurs États (Colorado, Connecticut, Maine, Maryland, Massachusetts, Nebraska, New York, Pennsylvanie, Washington) ainsi qu'en Ontario (Canada).	
Elle s'est également naturalisée au Chili et en Argentine, ainsi qu'en Nouvelle-Zélande.
Elle est considérée comme plante envahissante aux États-Unis.
Galega officinalis pousse dans les zones humides sur les berges de cours d’eau, les bords des routes, les friches, prairies, fossés et talus.
Cette plante préfère les  sites  ensoleillés, sur  des sols relativement  humides, à pH plutôt élevé, riches en  nutriments  et  en matière  organique, souvent à caractère rudéral.
Elle tolère également les sols salins, et peut se rencontrer dans les montagnes jusqu'à 1600 mètres d'altitude.

## Statuts de protection, menaces
L'espèce n'est pas encore évaluée à l'échelle mondiale par l'UICN. En Europe elle est classée comme non préoccupante. En France l'espèce est classée NA (non applicable) par l'INPN : Elle n'est pas soumise à évaluation car introduite récemment ou présente de manière occasionnelle.

## Composition chimique
Galega officinalis comprend divers composés chimiques, notamment des dérivés de la guanidine, présents à des taux variables dans toutes les parties de la plante. Il s'agit de la galégine et de la 4-hydroxygalégine.
Elle contient également en faibles quantités des alcaloïdes quinazoliniques, ainsi que des flavonoïdes, des saponosides et des tanins.

## Biologie
Comme la plupart des Fabaceae, Galega officinalis est capable d'utiliser l'azote de l'air grâce à une symbiose avec des bactéries formant des nodules racinaires. Ces bactéries appartiennent à une espèce spécifique du genre Galega, Neorhizobium galegae, dont on a décrit deux souches (ou biovars), (bv. orientalis et bv. officinalis).

### Exigences climatiques
Cette espèce nécessite de longues photopériodes (16 à 18  h) pour la floraison, et des températures diurnes de 26 à 29° C avec de faibles variations diurnes, pour atteindre une productivité maximale. C'est toutefois une plante très rustique qui supporte des gelées sévères.

### Caractère envahissant

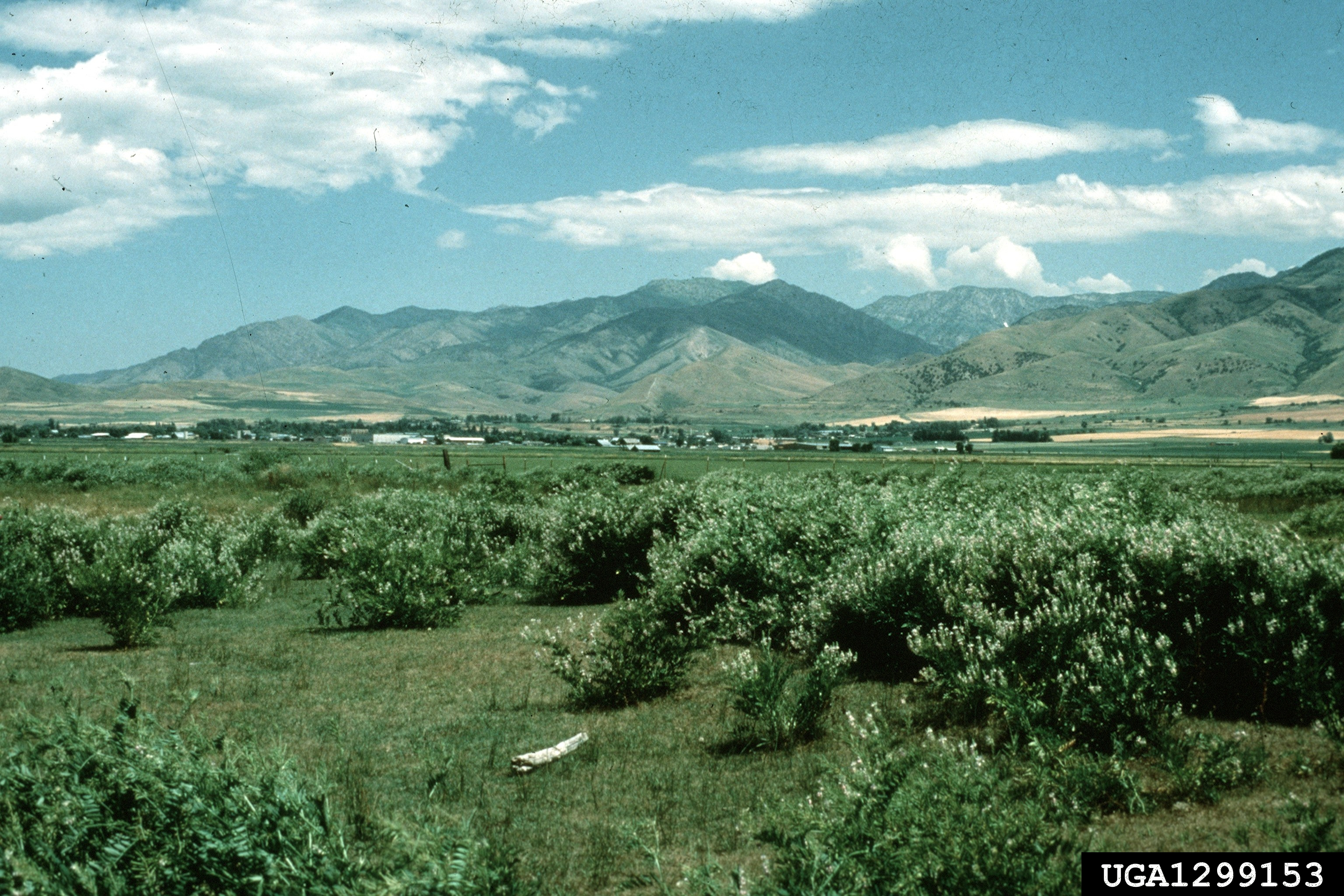
Pâturage infesté par Galéga officinal (Galega officinalis) L. aux États-Unis.

Aux États-Unis, Galega officinalis est inscrite  depuis 1983 dans la liste des Federal Noxious Weed (mauvaises herbes nuisibles) et fait l'objet d'une réglementation dans 12 États des États-Unis.
Le galéga officinal est considéré comme envahissant en Suisse, où on le rencontre principalement dans la région zurichoise.

### Ennemis naturels
Galega officinalis est parasité notamment par une espèce de champignons basidiomycètes du genre Uromyces (rouilles), il s'agit de Uromyces galegae. Cet organisme a été introduit au Chili en 1973 dans le cadre d'un programme de lutte biologique contre le galéga. Il s'est bien implanté mais n'a pas permis de réduire significativement la production de graines de la plante.
C'est une espèce sujette au sitone du pois (Sitona lineatus), espèce de coléoptères dont les adultes mangent le bord des feuilles en créant un crénelage caractéristique.

## Utilisation

### Plante ornementale
Galega officinalis est une espèce cultivée comme plante ornementale pour sa floraison abondante et prolongée. Elle convient pour former des massifs ou plates-bandes, ou pour la fleur coupée. Plusieurs cultivars ont été sélectionnés à cet effet. On peut citer notamment :
- 'Alba', aux grappes dressées de 15 cm de long, aux fleurs d'un blanc pur de 2 cm de diamètre, fleurissant en été et au début de l'automne[21],
- 'Bicolor', à fleurs bleues et blanches,
- 'Carnea', à fleurs roses,
- 'Compacta', cultivar nain plus hâtif,
- 'Hartlandii', à fleurs bleues et blanches,
- 'Lady Wilson', à fleurs mauves.
- 'His Majesty', cultivar sélectionné de Galega ×hartlandii, hybride de Galega bicolor et Galega officinalis (toutefois G. bicolor étant désormais considéré comme une forme colorée différemment de G. officinalis, cette dénomination n'a plus de raison d'être)[23].

### Plante médicinale
Le galéga officinal est également une plante médicinale qui a été employée en médecine traditionnelle pour soigner diverses affections, comme les fièvres pestilentielles, les piqûres d’insectes et les morsures d’animaux venimeux. On l'a utilisé aussi pour des propriétés très variées (vermifuge, diurétique, anti-convulsif et sudorifique, stimulant des glandes surrénales et du pancréas, protecteur hépatique).
Dans la médecine moderne, la plante a été employée pour ses propriétés  antidiabétiques hypoglycémiantes, en  tant  qu’adjuvant  de  l'insuline  dans  les  traitements complémentaires  du  diabète  modéré, et pour ses vertus galactogogues.
En  France, l'espèce est inscrite dans la liste A des plantes médicinales utilisées traditionnellement de la pharmacopée française (2008, IV.7) pour ses sommités fleuries. Toutefois, aucun usage alimentaire ou condimentaire n'est reconnu.
Une  spécialité  pharmaceutique, le Galactogil, contenant  notamment un extrait  aqueux  sec  des  parties aériennes fleuries du  Galega  officinalis, était commercialisée en France jusqu'en 2015. Son indication était le traitement d'appoint de l'insuffisance de sécrétion lactée. Elle a été retirée du marché à la suite d'un avis du 7 juin 2010 de l'Agence nationale de sécurité sanitaire de l'alimentation, de l'environnement et du travail (ANSES), qui mettait en cause la sécurité d'emploi de ce médicament.

### Plante fourragère
Galega officinalis est parfois utilisée comme plante fourragère (parties aériennes hors période de floraison et fructification) dans les régions aux sols pauvres.

### Engrais vert
Comme les autres espèces du genre, Galega officinalis s'est avérée intéressante en tant qu'engrais vert car cette plante à croissance rapide fournit de grandes quantités de matière organique et de  nutriments, avec un effet positif sur la réduction des maladies des plantes, des ravageurs et des certaines mauvaises herbes.

## Toxicité
Les parties aériennes de la plante sont hautement (mortellement) toxiques pour le bétail en période de floraison et de fructification.
La plante séchée est la plus dangereuse, car fraîche, elle est peu appétente. Sa présence en fleurs ou avec les gousses dans le foin est à proscrire. Un fourrage contenant 10 % de Galega peut être dangereux.
La dose toxique est de, :
- 4 kg de plante fraîche pour une vache ;
- 400 g de plante fraîche ou 100 grammes de plante séchée suffisent à déclencher les symptômes et entraîner la mort chez les brebis ;
- des cas d'intoxication ont été rapportés à partir de 40 g de plante sèche ingérée chez les chevaux.

Les lapins semblent très peu sensibles.
Les symptômes sur le bétail sont assez caractéristiques : dyspnée, jetage spumeux, asphyxie, puis la mort. Il y a encombrement pulmonaire, la respiration est intense. Une fois l'animal dans cet état, la mort survient dans la demi-heure.
La toxicité de cette plante est attribuée à divers alcaloïdes (dont la galégine et l'hydroxygalégine) ainsi qu'à un glucoside flavonique, la galutéoline.